# دووس
دووس (به ایتالیایی: Doues) یک کومونه در ایتالیا است که در واله دائوستا واقع شده‌است.

## خصوصیات
دووس ۱۶ کیلومترمربع مساحت و ۴۱۸ نفر جمعیت دارد و ۱٬۱۷۶ متر بالاتر از سطح دریا واقع شده‌است.